# Marius Ștefănescu
Marius Ștefănescu (ur. 14 sierpnia 1998 w Caracal) – rumuński piłkarz grający na pozycji pomocnika w FCSB.

## Statystyki kariery

### Reprezentacyjne
(aktualne na dzień 20 listopada 2022)
| Reprezentacja | Rok     | Występy | Gole |
| ------------- | ------- | ------- | ---- |
| Rumunia       | 2022    | 2       | 0    |
| Ogólnie       | Ogólnie | 2       | 0    |

## Sukcesy

### Sepsi OSK
- Cupa României: 2021–22, 2022–23
- Supercupa României: 2022, 2023

### Indywidualne
- Piłkarz miesiąca Ligi I wg. Gazeta Sporturilor : maj 2022[1], lipiec 2022[2]